# 花园路 (天津)
花园路是中国天津市和平区的一条环形街道，与辽宁路、承德道和丹东路相交，全长470米，宽9米。目前，花园路地区是天津市历史风貌建筑的聚集地之一，大量的名人故居坐落于此。

## 历史
花园路建于清光绪二十八年（1902年），当时命名为霞飞路（Rue Cours Joffre），又称四十号路，为环形道路。1917年，法国公园由天津法租界当局规划并在霞飞路环内开工建设，1922年公园竣工，当时法国公园以铁栏杆隔开外围的霞飞路。由于法国公园和霞飞路位于天津法租界中心区，而且随着天津法租界逐渐的繁荣，很多名人也到霞飞路四周定居建房，如今天花园路2号的张公撝旧居、5号的吉鸿昌旧居、9号的章瑞庭旧宅、10号的庄乐峰旧宅、11号的李鸣钟旧居和12号的李吉甫旧宅等。1943年，日本占领天津后，改称“兴亚三区四十号路”。1946年，天津市政府光复后改为今名。1998年7月，天津市人民政府为配合中心公园建设，对花园路进行维修并铺设石材路面。

## 现况与发展
花园路目前与辽宁路、承德道和丹东路相交，全长470米，宽9米，路面面积为4823平方米，两侧人行道均宽5米，人行道面积为1131平方米，为沥青路面。沿途建有张公撝旧居、吉鸿昌旧居、章瑞庭旧宅、庄乐峰旧宅、李鸣钟旧居和李吉甫旧宅等建筑。

## 建筑
花园路曾经和现在比较著名的建筑有：

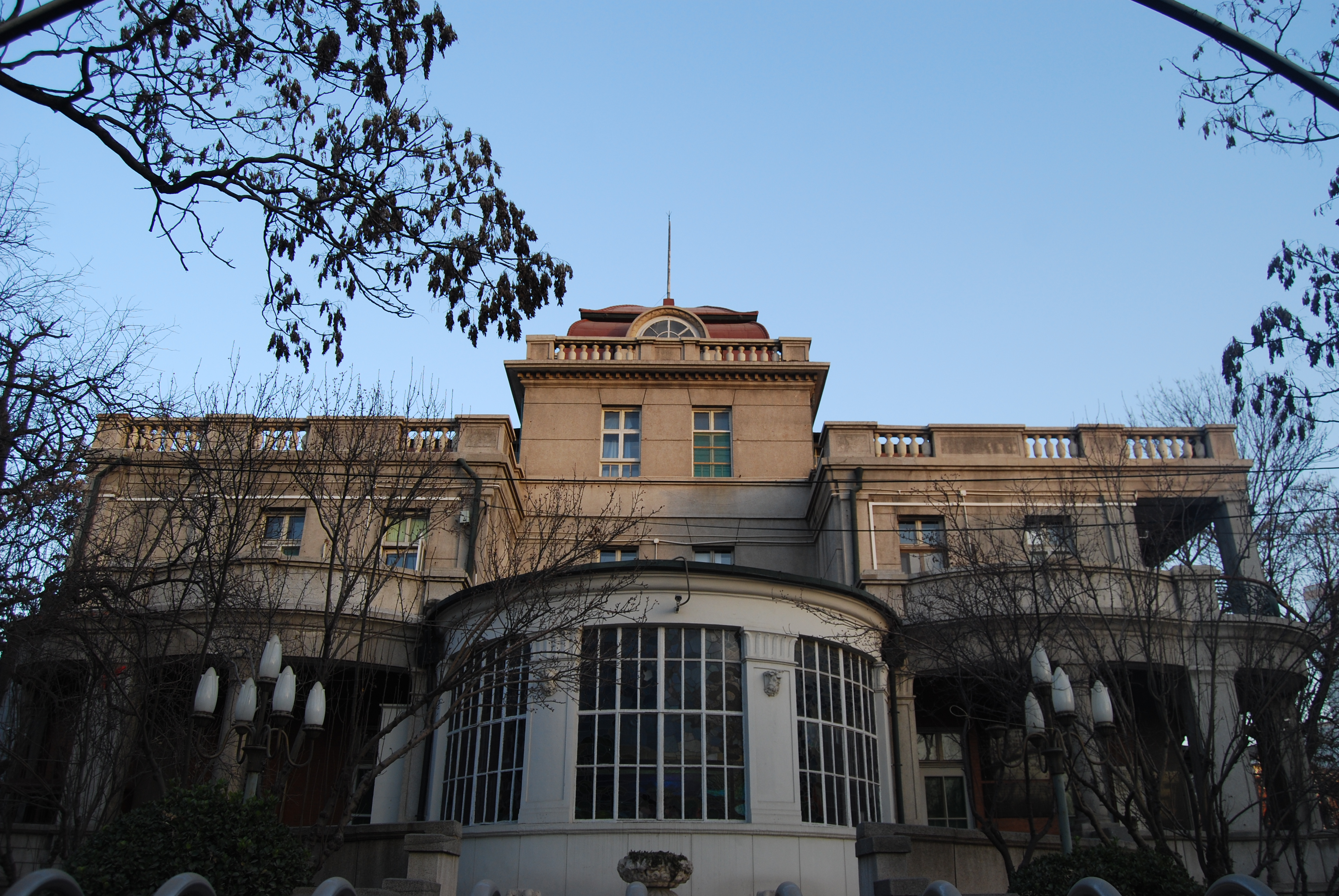
花园路上的章瑞庭旧宅

- 天津市文物保护单位：吉鸿昌旧居，花园路5号。
- 天津市文物保护单位：章瑞庭旧宅，花园路9号。
- 天津市文物保护单位：庄乐峰旧宅，花园路10号。
- 天津市文物保护单位：李吉甫旧宅，花园路12号。
- 天津市历史风貌建筑：张公撝旧居，花园路2号。
- 天津市历史风貌建筑：原开滦煤矿办公楼，花园路4号，赤峰道65号至69号。
- 天津市历史风貌建筑：李鸣钟旧居，花园路11号。

此外，沿花园路周边的著名建筑有：
- 天津市文物保护单位：原久大精盐公司大楼，赤峰道63号。
- 天津市历史风貌建筑：寿德大楼，和平路322号。
- 天津市历史风貌建筑：田中玉旧居，营口道42号。[4]

## 交汇道路
目前，与花园路相交汇的主要道路有：
- 承德道 原威尔顿路（Rue de Verdun）、原佩丹路（Rue Pétain）
- 辽宁路 原李泽河路（Rue de L'yser）、原梅大夫路（Rue Mesny）
- 丹东路 原马诺河路（Rue de la Marne）、原苏莫河路（Rue de la Somme）

## 延伸閱讀
- （英文）O.D.Rasmussen. . 天津: 天津印字馆（1925）.
- （中文）费成康. . 上海: 上海社会科学院出版社. 1992年. ISBN 7-80515649-2.